# Josef Michl (chemik)
Josef Michl (12. března 1939 Praha – 13. května 2024 Praha) byl český chemik. Laureát Ceny Neuron za přínos světové vědě za rok 2016 – chemie.

## Život
Studoval na Přírodovědecká fakultě Univerzity Karlovy, poté působil na Československé akademii věd. V roce 1965 obdržel doktorát. Mezi lety 1965 a 1970 studoval u R. S. Beckera na Univerzitě v Houstonu, u Michaela Dewara na Texaské univerzitě v Austinu a u F. E. Harrise na Univerzitě v Utahu. V roce 1968 se odstěhoval z Československa, ovšem ještě téhož roku odcestoval do Norska, ze kterého se po srpnu 1968 do vlasti již nevrátil. Poté působil v Dánsku. Na Univerzitě v Utahu se stal v roce 1975 řádným profesorem. Od roku 1986 působil ve funkci člena Národní akademie věd USA a od roku 1988 jako člen Mezinárodní akademie kvantově-molekulárních věd. V letech 2012 až 2018 pak byl jejím předsedou. V roce 1995 se stal členem Učené společnosti České republiky a v roce 1999 byl zvolen členem Americké akademie umění a věd. V období 1986–1990 působil na Texaské Univerzitě v Austinu a v roce 1991 přešel na Univerzitu v Coloradu, kde působil jako profesor chemie.
V letech 2006–2024 vedl vlastní výzkumnou skupinu také na Ústavu organické chemie a biochemie AV ČR. Sám daroval 100 tisíc dolarů Přírodovědecké fakultě UK, tím podpořil mladé vědce na UK. Napsal přes 600 vědeckých publikací a také několik knih. Za své dílo získal několik ocenění.